# The Big Short : Le Casse du siècle
Ne doit pas être confondu avec Le Casse du siècle.
Pour plus de détails, voir Fiche technique et Distribution.
The Big Short : Le Casse du siècle (The Big Short) est un film américain réalisé par Adam McKay, sorti en 2015.
Il s'agit d'une adaptation du livre de Michael Lewis, The Big Short: Inside the Doomsday Machine, consacré à plusieurs intervenants financiers qui, dès 2005, avaient anticipé la crise des subprimes (2007) et la crise bancaire et financière de l'automne 2008, pariant à la baisse (to short en anglais) contre ces actifs toxiques pour gagner des centaines de millions de dollars une fois la crise déclenchée. Publié en 2010, le livre est resté 28 semaines sur la liste des best-sellers du New York Times.
Le film se déroule en 2005, à Wall Street. Alors que les grandes banques, les médias et le gouvernement sont aveugles, quatre outsiders découvrent la bulle immobilière et l'opacité de son financement. À la suite de leur analyse ou de leur enquête sur le terrain, ils rejettent l'idéologie et l'optimisme prévalant dans le milieu de la finance. Ils sont les seuls à se positionner dans le sens de la débâcle qui leur apparaît certaine. Pour ce faire, ils vont mettre au point et négocier avec les banques des produits financiers leur permettant de parier à la baisse, de shorter en attendant l'inéluctable déclenchement de la crise financière de 2008, pour gagner des millions de dollars.
Au milieu d'un casting comprenant Christian Bale, Steve Carell, Karen Gillan, Brad Pitt et Ryan Gosling — le narrateur de l'histoire —, d'autres célébrités comme l'actrice Margot Robbie, la chanteuse-actrice Selena Gomez, l'économiste Richard Thaler ou encore le chef cuisinier Anthony Bourdain font des apparitions caméo sous leur véritable identité pour éclairer le spectateur sur les aspects les plus complexes du monde de la finance.
Le film est récompensé par l'Oscar du meilleur scénario adapté à la 88e cérémonie des Oscars en 2016.

## Synopsis
Le docteur Michael Burry (Christian Bale) est un gestionnaire de fonds spéculatifs dont la personnalité atypique est à la limite de l'autisme, écoutant du Heavy metal à plein volume dans son bureau. En 2005, il découvre que le marché de l'immobilier résidentiel américain est précaire, car fondé sur la distribution de prêts hypothécaires accordés à des personnes peu solvables, donc très risqués. Prédisant, contre l'opinion générale, que le marché résidentiel s'effondrerait dans le courant du deuxième trimestre 2007, il conçoit de tirer profit de cette situation en contractant des couvertures de défaillances (Credit Default Swap, ou CDS, souvent abrégé en Swap) ayant pour sous-jacent des titres liés au marché du logement, tels que les titrisations hypothécaires (Mortgage Backed Securities, ou MBS). Il rend alors visite à de nombreuses banques avec cette idée, et celles-ci, croyant le marché résidentiel infaillible, acceptent sa proposition incongrue avec une joie cynique. Cela provoque la colère des clients de Burry qui considèrent qu'il les mène à leur ruine et lui demandent de mettre fin à ces paris insensés. Ces investisseurs ne peuvent apercevoir de signes objectifs de l'effondrement derrière le rideau de fumée des manipulations frauduleuses des banques et de l'optimisme déconnecté de la réalité des spéculateurs. Ayant perdu confiance en ce fantaisiste, ils envisagent de retirer leur argent, mais Burry, arguant d'un article de son contrat qui l'y autorise en cas de circonstances exceptionnelles, décide un moratoire sur les retraits, à leur grande colère.
Le courtier (vendeur de produits financiers en salle de marché) de la Deutsche Bank, Jared Vennett (Ryan Gosling), entend parler des CDS de Burry par la fanfaronnade d'un banquier avec qui Burry a traité, et se rend rapidement compte que Burry a raison. Il décide d'intervenir également dans le marché des swaps de défaut de crédit – c'est-à-dire qu'il propose cette stratégie à ses clients. Un coup de téléphone égaré alerte le gestionnaire de fonds spéculatif Mark Baum (Steve Carell) de ses plans, et Baum est convaincu par Vennett, après une enquête de terrain menée directement auprès de courtiers en prêts immobiliers et d'emprunteurs dans plusieurs Etats américains, de la situation mortellement corrompue et viciée du marché de l’immobilier subprime. Tous deux découvrent que l'imminent effondrement du marché est retardé par la vente de titrisations structurées et tranchées de créances (Collateralized Debt Obligations, dites CDO), des groupes de prêts de qualité médiocre qui sont rassemblés et dont les tranches Seniors reçoivent indûment la meilleure note de risque AAA des agences, en raison des conflits d'intérêts et de la malhonnêteté de ces dernières.
Lorsque Baum participe au Forum de la Titrisation Américaine à Las Vegas, il interviewe un homme d'affaires qui administre une officine de création de CDO synthétiques, dont l'activité constitue un maillon de plus dans une chaîne de paris de plus en plus gros sur les prêts défaillants : le marché spéculatif atteint 20 fois la taille de l'économie sous-jacente. Baum se rend compte, à sa grande horreur, que l'explosion de la bulle entraînera un effondrement complet de l'économie. Les partenaires d'affaires de Baum le convainquent d'utiliser les CDS de Vennett, pour profiter de la situation aux dépens des banques.
De jeunes investisseurs enthousiastes, Charlie Geller (John Magaro) et Jamie Shipley (Finn Wittrock), découvrent par le bouche à oreille l'incroyable prise de position baissière de certains sur l'immobilier et décident également de contracter des CDS. Comme le capital de leur fonds est insuffisant pour leur donner accès au contrat requis pour cela (l'ISDA), ils font appel au trader à la retraite Ben Rickert (joué par Brad Pitt), qui parvient à leur faire obtenir leurs CDS auprès de la Deutsche Bank. Ils sont les seuls à miser sur la faillite des subprimes notés AA, un produit noté comme particulièrement solide. Shipley et Geller laissent éclater leur joie à la pensée de leurs gains futurs, mais Rickert les réprimande, leur reprochant de se réjouir d'un effondrement économique où beaucoup de particuliers seront ruinés, et perdront travail, biens, logement, et même la vie.  Réalisant progressivement l'ampleur de la situation, et le cataclysme économique à venir, ils essaient (en vain) d'avertir proches et famille.
Finalement, le marché s'effondre comme Burry l'avait prédit et les capitaux de son fonds de gestion grossissent de 489 %, réalisant plus de 2 milliards de profits. Il cloture ensuite le fonds et prend une semi-retraite, investissant seulement dans l'eau ; Baum se résout à vendre et réalise que les banques sont trop grosses pour que l'Etat les laisse s'écrouler sans les renflouer avec l'argent du contribuable. Il renonce par une courtoisie nouvellement acquise à s'imposer en triomphateur devant tout le monde, et son équipe continue leur activité financière de leur côté à Manhattan ; Rickert retourne à sa retraite et son verger ; Jared Vennett reçoit un bonus de 47 millions de dollars ; Shipley et Geller réalisent finalement un bénéfice colossal (80 millions de dollars), récompense de leur ténacité, mais surtout du risque encouru par leur colossal investissement à contre-courant. Ils tentent de poursuivre les compagnies de notation mais se heurtent aux refus de tous les avocats, Geller choisit de se retirer à Charlotte pour fonder une famille tandis que Jamis poursuit la gestion du fonds. Un seul banquier du Crédit Suisse est emprisonné, et les banques renflouées reprennent une politique similaire à celle à l'origine de la crise de 2007, générant une nouvelle bulle gonflée de nouveaux CDO baptisés « Bespoke Tranche Opportunities ».

## Fiche technique
Sauf indication contraire, les informations mentionnées dans cette section peuvent être confirmées par la base de données cinématographiques IMDb,  présente dans la section « Liens externes ».
- Titre original : The Big Short
- Titre français : The Big Short : Le Casse du siècle
- Réalisation : Adam McKay
- Scénario : Adam McKay et Charles Randolph, d'après le livre The Big Short: Inside the Doomsday Machine de Michael Lewis
- Direction artistique : Elliott Glick
- Musique : Nicholas Britell
- Décors : Clayton Hartley, Linda Lee Sutton
- Costumes : Susan Matheson
- Photographie : Barry Ackroyd
- Montage : Hank Corwin
- Production : Dede Gardner, Brad Pitt
- Sociétés de production : Plan B Entertainment et Regency Enterprises
- Société de distribution : Paramount Pictures
- Pays de production :  États-Unis
- Langue originale : anglais
- Format : couleur — 35 mm et numérique — 2,35:1 — son Dolby Digital / DTS
- Durée : 130 minutes
- Genre : comédie dramatique et biopic
- Dates de sortie : 
  - États-Unis : 11 décembre 2015 (sortie limitée) ; 23 décembre 2015 (sortie nationale)
  - France : 23 décembre 2015
- Classification :
  - États-Unis : R
  - France : tous publics

## Distribution
- Christian Bale (VF : Boris Rehlinger) : Michael Burry
- Steve Carell (VF : Maurice Decoster) : Mark Baum (personnage inspiré de Steve Eisman (en))
- Ryan Gosling (VF : Franck Lorrain) : Jared Vennett (personnage inspiré de Greg Lippmann (en))
- Brad Pitt (VF : Julien Meunier) : Ben Rickert (personnage inspiré de Ben Hockett)
- Finn Wittrock (VF : Donald Reignoux) : Jamie Shipley (personnage inspiré de Jamie Mai)
- John Magaro (VF : Hervé Rey) : Charlie Geller (personnage inspiré de Charlie Ledley)
- Jeremy Strong (VF : Stéphane Fourreau) : Vinny Daniel
- Marisa Tomei (VF : Véronique Desmadryl) : Cynthia Baum
- Melissa Leo (VF : Françoise Rigal) : Georgia Hale
- Rafe Spall (VF : Volodia Serre) : Danny Moses
- Byron Mann : M. Chau
- Hamish Linklater (VF : Gilduin Tissier) : Porter Collins
- Karen Gillan : Evie
- Selena Gomez (VF : Karine Foviau) : elle-même (caméo)
- Richard Thaler (VF : Patrick Raynal) : lui-même (caméo)
- Margot Robbie (VF : Dorothée Pousséo) : elle-même (caméo)
- Anthony Bourdain (VF : Jean-Louis Faure) : lui-même (caméo)
- Stanley Wong (en) : Ted Jiang
- Rajeev Jacob (VF : Yoann Sover) : Deeb Winston
- Tracy Letts (VF : Stefan Godin) : Lawrence Fields
- Max Greenfield : un courtier
- Billy Magnussen : un courtier
- Rudy Eisenzopf (VF : Jean-Luc Atlan) : Lewis Ranieri

 Source et légende : version française (VF) sur RS Doublage

Photos des acteurs principaux
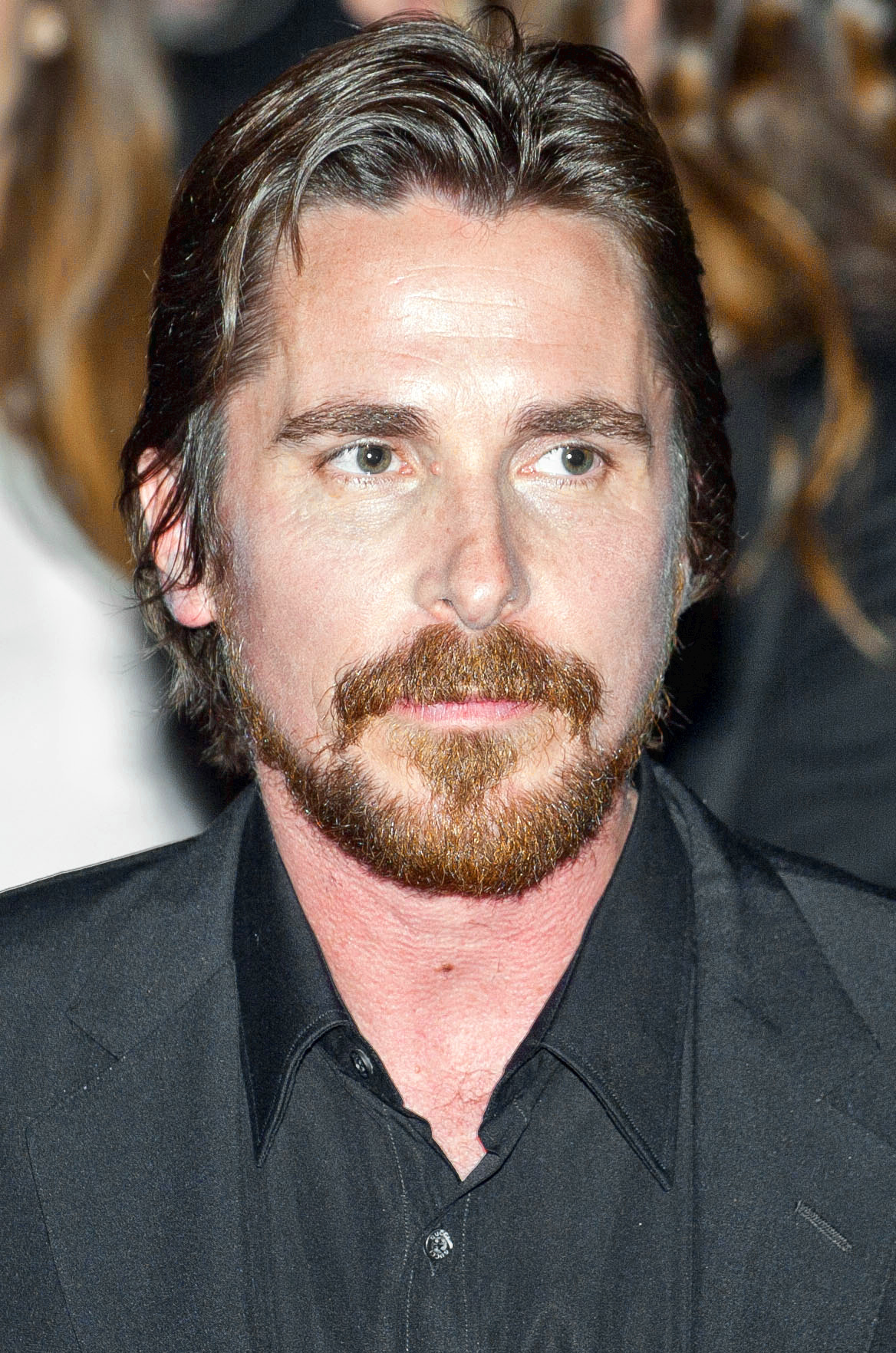
Christian Bale interprète Michael Burry
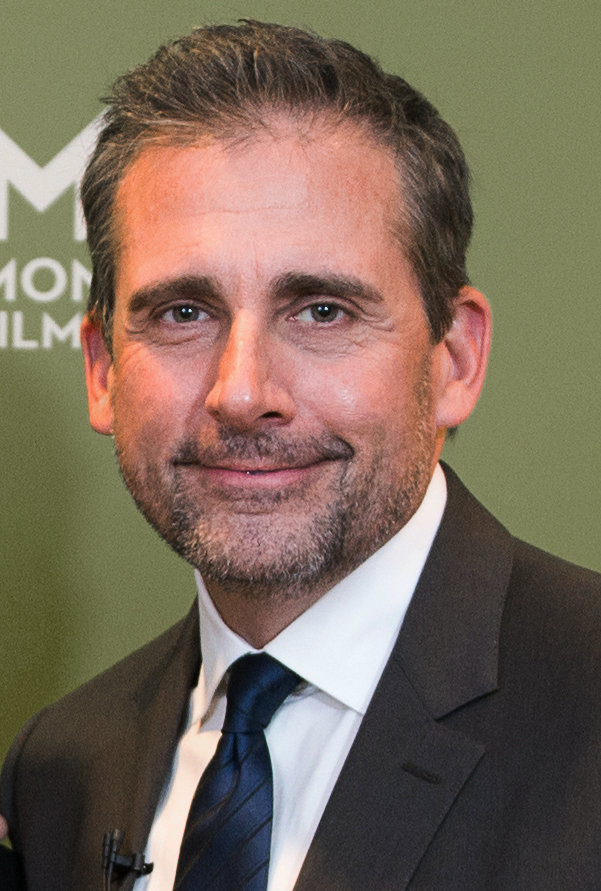
Steve Carell interprète Mark Baum
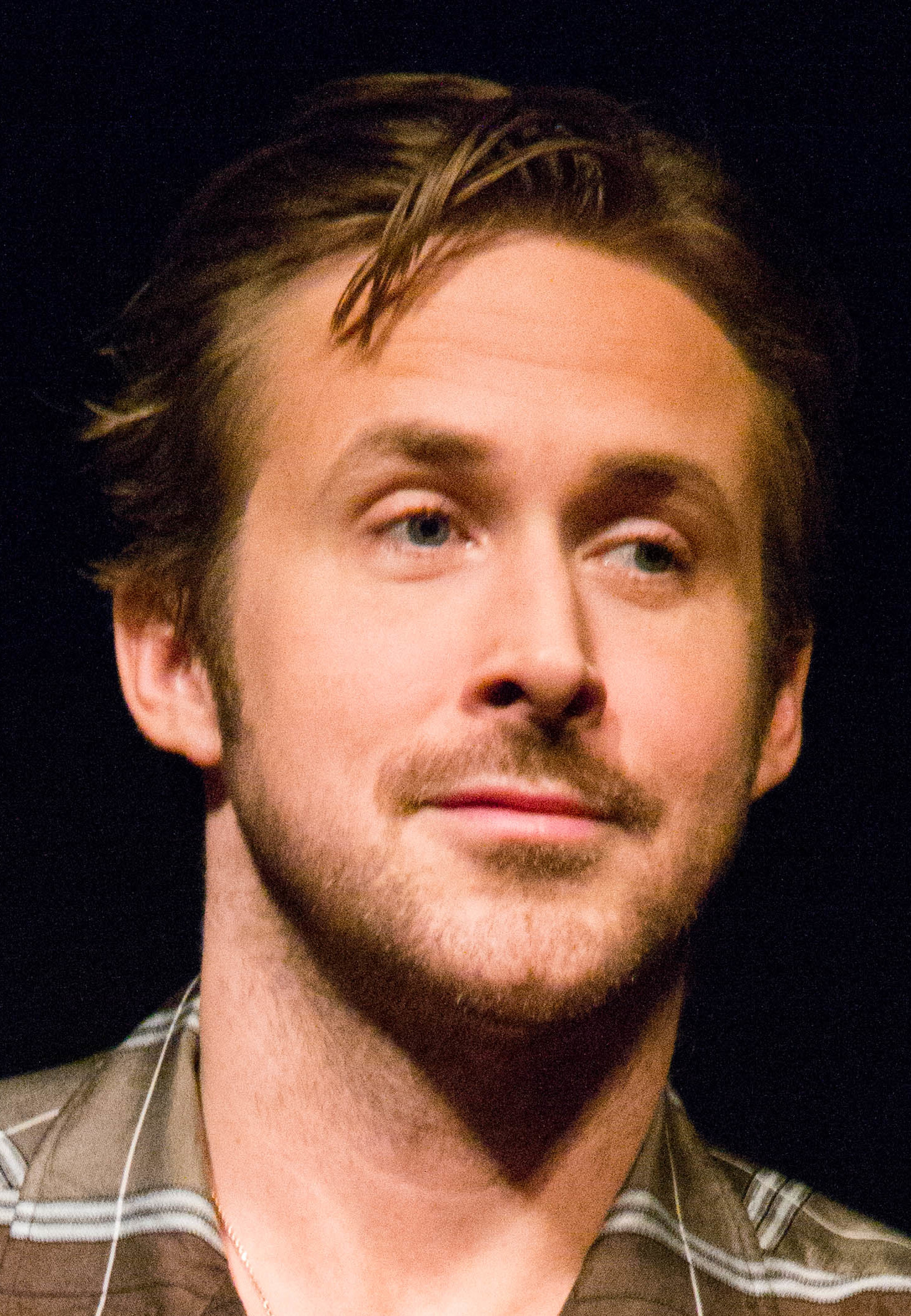
Ryan Gosling interprète Jared Vennett
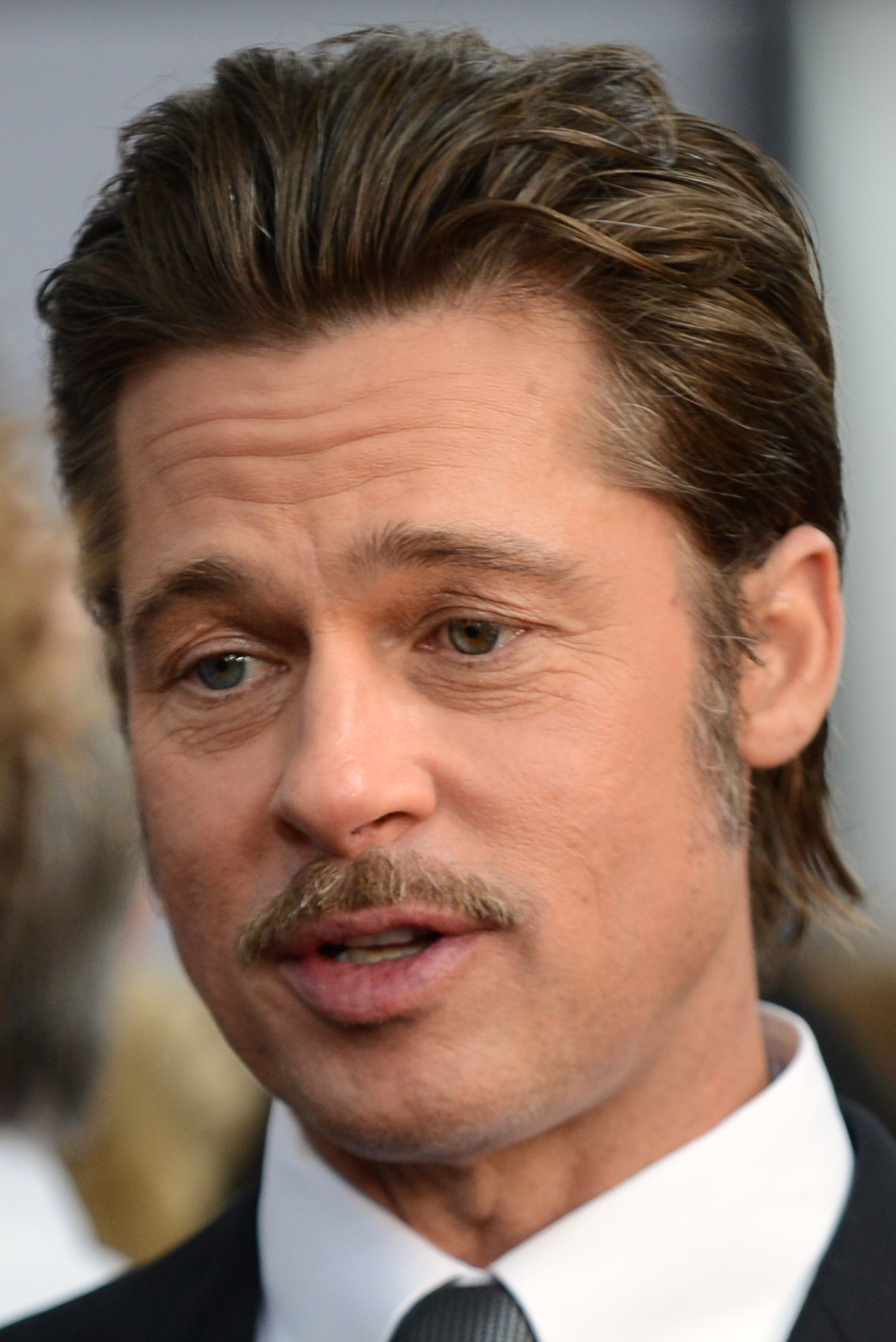
Brad Pitt interprète Ben Rickert
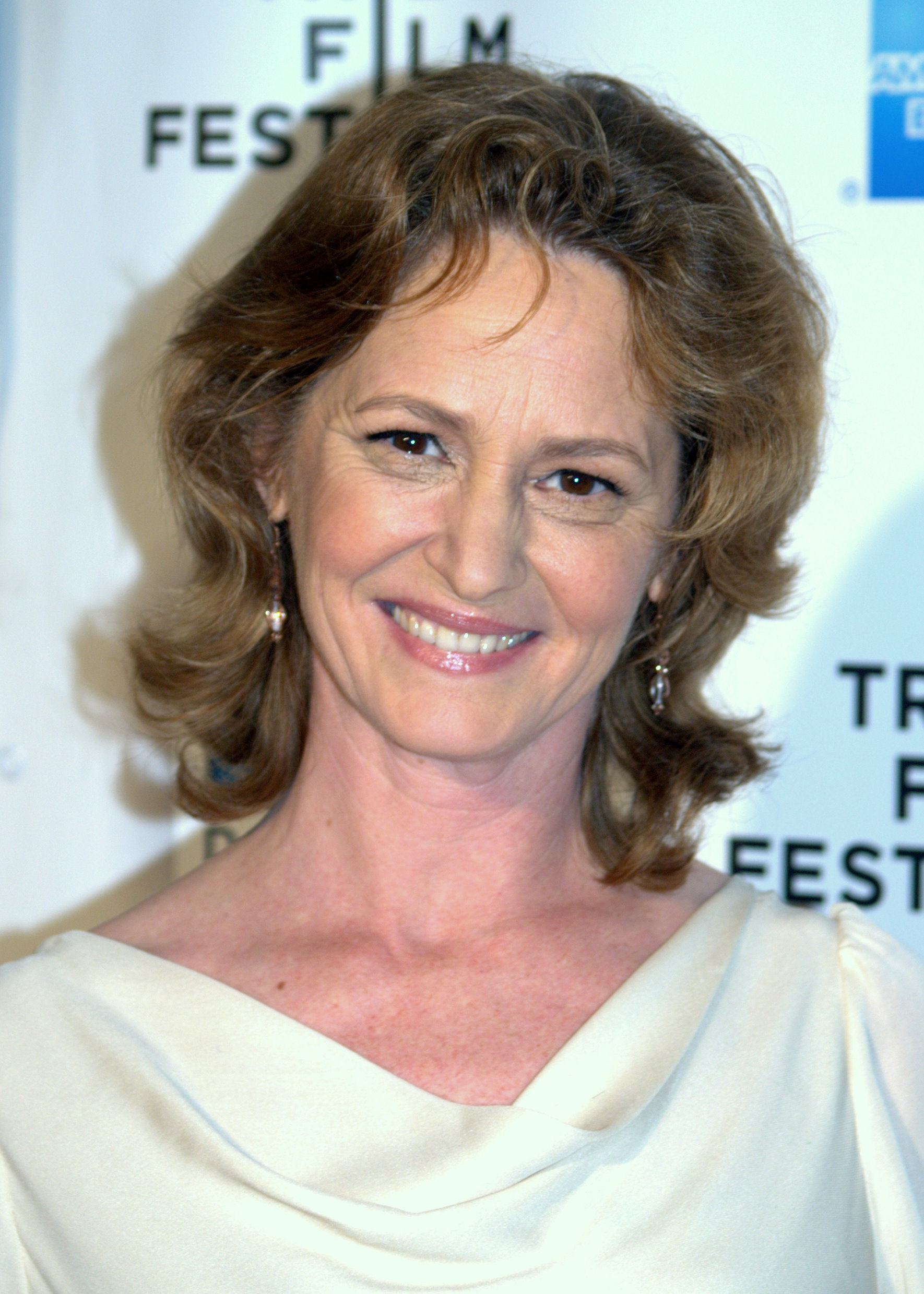
Melissa Leo interprète Georgia Hale

## Production

### Genèse et développement
Paramount Pictures a acquis les droits de The Big Short: Inside the Doomsday Machine en 2013. En mars 2014, il a été annoncé qu'Adam McKay dirigerait l'adaptation.
Le 13 janvier 2015, Variety  rapporte que Brad Pitt, Christian Bale et Ryan Gosling ont été choisis pour jouer dans le film dont Brad Pitt est le producteur aux côtés de McKay et Dede Gardner. Steve Carell sera aussi présent dans le film. Plan B Entertainment financera le film et Paramount gère les droits de distribution. La production a commencé le 23 mars 2015 à la Nouvelle-Orléans,.
La société de production de Brad Pitt, Plan B Entertainment, a financé le film. 

### Attribution des rôles
Selena Gomez est aperçue sur le tournage en 2015, pour un caméo.

### Tournage
Le tournage débute le 18 mars 2015 à La Nouvelle-Orléans,.
Le 20 mai 2015, le tournage a lieu à Manhattan à New York. Les bureaux de Lehman Brothers y sont notamment recréés.

### Musique
La musique du film est composée par Nicholas Britell.
Liste des titres
1. Boring Old Banking - 1:15
2. Lewis Ranieri - 2:23
3. America's Number One Industry - 0:27
4. Glass Eye - 1:31
5. Mouseclick Symphony Mvmt 1 - 0:48
6. Does It Make You Bored - 0:31
7. The Dopeness - 1:11
8. I Love My Job - 1:05
9. Gully - 1:12
10. Truth Is Like Poetry - 0:42
11. Jamie & Charlie & the Sec Girl - 1:43
12. Shorting the Aa - 1:02
13. Vegas - 0:50
14. Neptune - 0:39
15. Redemption at the Roulette Table - 1:43
16. I Offered Him Money - 1:26
17. Restricting Withdrawals - 0:43
18. New Century - 2:41
19. To Kathy's Office - 0:32
20. 15 Billion - 0:55
21. I Say When We Sell - 1:21
22. Smells Like Sheep - 1:59
23. The Big Short Piano Suite - 11:55

Chansons présentes dans le film
- Blood and Thunder de Mastodon
- Money Maker de Ludacris
- Burning Up de Ladytron
- Feel'n Free de Sukia
- Lithium de The Polyphonic Spree
- Tú Y Tu Mirar, Yo Y Mí Canción de Los Ángeles Negros
- Lágrimas Negras de Barbarito Torres
- Master of Puppets de Metallica
- Crazy de Gnarls Barkley
- Milkshake de Kelis
- Feel Good Inc. de Gorillaz
- District Divided de Darkest Hour
- The Phantom of the Opera d'Andrew Lloyd Webber
- That's Life de Nick d'Egidio
- Blockbuster Night, Pt. 1 de Run The Jewels
- Danke Schoen de Wayne Newton
- You Know What de N.E.R.D
- Saigono Iiwake de Hideaki Tokunaga
- Sweet Child O' Mine de Guns N' Roses
- Minaminami de Chocolat & Akito
- By Demons Be Driven de Pantera
- Bring On the Day de Vaughan Penn
- Eye of the Beholder de Metallica
- When I Grow Up de The Pussycat Dolls
- Rockin' In the Free World de Neil Young
- When the Levee Breaks de Led Zeppelin

## Sortie et accueil

### Box-office
| Pays ou région | Box-office      | Date d'arrêt du box-office | Nombre de semaines |
| -------------- | --------------- | -------------------------- | ------------------ |
| États-Unis     | 70 259 870 $    | 7 avril 2016               | 17                 |
| France         | 827 805 entrées | 1er mars 2016              | 10                 |
| Mondial        | 133 346 506 $   | 7 avril 2016               | 17                 |

### Accueil critique
L’agrégateur Rotten Tomatoes attribue au film un « Tomatometer » de 89% et une note moyenne de 7,8 sur 10 auprès de 331 critiques. Sur le même site, la moyenne des notes attribuées par le public (plus de 50 000 avis) est de 4,1 sur 5.
Sur SensCritique, il recueille la note de 6,8/10 tandis que sur AlloCiné, il émarge à 3,5/5 sur de moyenne.
Le site du magazine Première reprend une trentaine de critiques émises aux Etats-Unis et en France dont la plupart sont positives à l’instar de la notation de Rotten Tomatoes.
Ainsi, pour Richard Roeper du Chicago Sun Times, « Certains films renferment une ou deux scènes dont vous vous souvenez toujours en pensant au long métrage. Dans The Big Short, il y a une douzaine de séquences comme ça. » Pour Peter Travers de Rolling Stone, « McKay ose, en exprimant sa colère sur la crise financière de 2008, dans une tragédie burlesque qui nous donne envie de voir tous les personnages derrière les barreaux. » Mick LaSalle du San Francisco Chronicle voit pour sa part « Tout simplement le film le plus implacable et divertissant de ces derniers mois. »
En France, Vanina Arrighi de Casanova emphatise dans Première : « Utiliser le plus beau casting de l’année pour donner un cours d’économie de 2h10 au grand public : une idée de génie ». Clément Ghys de Libération considère que « C’est dans l’entrelacs discours théorique/pop culture, propos accusateur/écosystème doré que toute la complexité de The Big Short réside vraiment, mais également sa séduisante bizarrerie, son importance, et surtout l’impression de n’avoir jamais vu un film pareil ».
En revanche, Les Inrockuptibles jugent le film assez sévèrement, le considérant comme « cynique et plutôt faux cul ».

## Distinctions

### Récompenses
- Festival du film de Hollywood 2015 : Hollywood Breakout Director Award pour Adam McKay
- National Board of Review Awards 2015 : Meilleure distribution
- British Academy Film Awards 2016 : meilleur scénario adapté
- Oscars 2016 : meilleur scénario adapté

### Nominations
- Golden Globes 2016 :
  - Meilleur film musical ou de comédie
  - Meilleur acteur dans un film musical ou une comédie pour Christian Bale et Steve Carell
  - Meilleur scénario pour Adam McKay et Charles Randolph
- Screen Actors Guild Awards 2016 :
  - Meilleur acteur dans un second rôle pour Christian Bale
  - Meilleure distribution
- Oscars 2016 :
  - Meilleur film
  - Meilleur réalisateur pour Adam McKay
  - Meilleur acteur dans un second rôle pour Christian Bale
  - Meilleur montage pour Hank Corwin